# نورتر دام د لک، کبک
نورتر دام د لک، کبک (به انگلیسی: Notre-Dame-du-Lac, Quebec) یک منطقهٔ مسکونی در کانادا است که در تمیسکوواتا-سور-لو-لاک، کبک واقع شده‌است. نورتر دام د لک ۱۰۶٫۱۳ کیلومتر مربع مساحت و ۲٬۰۹۸ نفر جمعیت دارد.